# Jacobabad
Jacobabad ({sindi جیکب آباد) és una ciutat i municipi del Sind, Pakistan, capital del districte de Jacobabad i la taluka o tehsil de Jacobabad, situada a 28° 17′ N, 68° 29′ E / 28.283°N,68.483°E. Està regada pels canals Rajh Wah i Budhu Wah La població el 2002 era de 152.600 habitants. La població el 1901 era de 10.787 (incloent el quarter militar amb uns 3000) i el 1881 de 15.352 (7.365 a la ciutat i la resta als quarters militars)
Fou fundada el 1847 pel general John Jacob, comandant de la Cavalleria del Sind, en el lloc en què hi havia el poble de Khangarh; Jacob va morir allí el 1858 deixant la seva casa i la seva tomba com a monuments destacats; la municipalitat es va constituir el 1875. el 1887 es va construir la Victoria Tower (amb rellotge) al centre de la ciutat. Sota domini britànic fou capital del districte de la Frontera del Sind Superior (Upper Sind Frontier District) a la presidència de Bombai. Es diu que té les temperatures més altres d'Àsia el mesos entre abril i setembre (entre 49 i 55 graus de màxima al juny). L'aeroport de Jacobabad està proper al límit amb la província del Balutxistan i inclou base militar (Shahbaz) que fou utilitzada pels americans en l'operació d'ocupació de l'Afganistan coneguda com a "Llibertat Duradora" (2002-2004).
La taluka tenia una superfície el 1901 de 1191 km² i població el 1881 de 35.545 persones amb 4 "tapas" i 51 pobles, i el 1901 de 64.972 persones, estant formada per la ciutat i 85 pobles; està regada pel canal Begari i les seves branques.